# Puente de los Alemanes
Puente de los Alemanes, Puente de Santo Domingo (most Niemców, most świętego Dominika) – most w Maladze przez rzekę Guadalmedina, metalowy, tylko dla ruchu pieszych.

## Historia nazwy
16 grudnia 1900 niemiecka korweta "Gneisenau" zacumowana w porcie w Maladze została uszkodzona i zatopiona przez gwałtowny sztorm. Znaczną część załogi uratowali miejscowi rybacy. W czasie akcji ratunkowej wielu z nich poniosło śmierć. Uratowani członkowie załogi zostali umieszczeni w miejskich szpitalach oraz w domach mieszkańców miasta. Cesarz niemiecki Wilhelm II Hohenzollern wystosował do tych rodzin listy z podziękowaniami.
3 września 1907 roku w czasie powodzi część mostów przez Guadalmedinę została zniszczona. Gdy wiadomość o tym dotarła do Niemiec, przeprowadzono zbiórkę pieniędzy, a za uzyskane fundusze zbudowano most.
W 1984 rząd niemiecki sfinansował remont mostu.
Na moście umieszczono pamiątkową tablicę z napisem Alemania donó a Málaga este puente agradecida al heróico auxilio que la ciudad prestó a los náufragos de la fragata de guerra Gneisenau. (Niemcy podarowali ten most Maladze w podziękowaniu za bohaterską pomoc rozbitkom z okrętu Gneisenau.)